# Biele (gmina Sompolno)
Biele – wieś sołecka w Polsce położona w województwie wielkopolskim, w powiecie konińskim, w gminie Sompolno. 
| SIMC    | Nazwa      | Rodzaj    |
| ------- | ---------- | --------- |
| 0295350 | Bronisława | część wsi |
| 0295366 | Nadjezioro | część wsi |

W latach 1975–1998 miejscowość administracyjnie należała do województwa konińskiego. Według danych z roku 2009 miejscowość liczyła 230 mieszkańców.
Osadnictwo na obszarze współczesnych Bieli istniało w okresach: mezolitu, kultury pucharów lejkowatych, kultury łużyckiej i kultury przeworskiej.